# NCT 2020 Resonance Pt. 1
NCT 2020 Resonance Pt. 1 (còn được gọi đơn giản là Resonance Pt. 1) là phần đầu tiên của album phòng thu thứ hai của nhóm nhạc nam Hàn Quốc NCT, một dự án nhóm không giới hạn dưới sự quản lý của SM Entertainment. Tương tự như bản phát hành trước đó của họ là NCT 2018 Empathy, NCT 2020 Resonance là một phần của dự án "NCT 2020"; trong đó tất cả các thành viên NCT hiện tại từ các nhóm nhỏ hợp tác trong một album phòng thu. Lần này, album có sự góp mặt của tất cả 21 thành viên từ ba nhóm nhỏ hiện tại của NCT; NCT 127, NCT Dream và WayV, đồng thời giới thiệu hai thành viên NCT mới, đó là Shotaro và Sungchan. Phần đầu tiên được phát hành vào ngày 12 tháng 10 năm 2020, và phần thứ hai được lên lịch phát hành vào tháng 11 cùng năm.
Để quảng bá cho album, các đĩa đơn "Make A Wish (Birthday Song)" và "From Home" lần lượt được phát hành dưới danh nghĩa NCT U. Nhóm đã quảng bá album thông qua các màn biểu diễn trên các chương trình âm nhạc cũng như chương trình truyền hình thực tế của riêng họ, NCT World 2.0. Album đã đạt thành công về mặt thương mại khi trở thành album đầu tiên của cả nhóm đứng đầu bảng xếp hạng Gaon Album Chart, cũng như album đầu tiên của nhóm bán được hơn một triệu bản mà không cần được tái phát hành.

## Bối cảnh và phát hành
Vào ngày 15 tháng 9 năm 2020, có thông báo rằng tất cả các thành viên hiện tại của NCT sẽ tái hợp với tên gọi NCT 2020 sau album phòng thu đầu tiên của họ, NCT 2018 Empathy, vào năm 2018. Một video teaser, có tựa đề "Interlude: Resonance" đã được phát hành trên Ngày 20 tháng 9. Tên của album, Resonance, được công bố một ngày sau đó, album sẽ được phát hành thành hai phần: phần đầu tiên sẽ được phát hành vào ngày 12 tháng 10 trong khi phần thứ hai sẽ được phát hành vào tháng 11 cùng năm. Các nhóm nhỏ của NCT bao gồm NCT 127, NCT Dream và WayV đã được xác nhận là một phần của Resonance, trong đó các thành viên Xiaojun, Hendery và Yangyang của WayV chính thức được bổ sung vào NCT thông qua dự án. Hai thành viên mới của NCT, Sungchan và Shotaro, sẽ ra mắt trong phần 1, nâng tổng số thành viên lên 23. Các đơn đặt hàng trước cho album bắt đầu vào ngày 21 tháng 9. Một video teaser khác, có tên" Year Party, "được phát hành vào ngày hôm sau, với sự hội tụ của tất cả các thành viên. Vào ngày 23 tháng 9, 23 thành viên đã tập hợp trong một buổi phát sóng V Live, nơi Sungchan và Shotaro chính thức được giới thiệu với công chúng.
Theo lịch trình phát hành của album, một video âm nhạc ngắn cho "Déjà Vu" của NCT Dream đã được phát hành vào ngày 8 tháng 10 năm 2020 thông qua kênh Youtube của nhóm, và video âm nhạc cho "Misfit" của NCT U được phát hành một ngày sau đó. Video âm nhạc cho "Make a Wish (Birthday Song)" sau đó được phát hành đồng thời cùng với album vào ngày 12 tháng 10 năm 2020, trong khi video âm nhạc cho "From Home" được phát hành vào ngày 19 tháng 10. Phiên bản vật lý của album có hai phiên bản: Quá khứ và Tương lai, được đóng gói khác nhau đối giữa phiên bản Hàn Quốc và phiên bản quốc tế.

## Thu âm và sản xuất
Thành viên Doyoung tiết lộ rằng các nhà sản xuất sẽ chịu trách nhiệm chọn bài hát và thành viên nào sẽ thu âm chúng. Các buổi thu âm cho album mất hơn một tháng để tiến hành, lâu hơn so với các nhóm NCT thường trải qua. So với Empathy, Taeyong không phải là trưởng nhóm NCT 2020, nói rằng, "Tôi thực sự không phải là trưởng nhóm của NCT hiện tại vì 22 thành viên khác rất tuyệt vời và những người này không cần dẫn đầu. Vì vậy, tôi không phải là trưởng nhóm của NCT. Tôi chỉ nói, "Chào các bạn" và "Hana dul set... [1, 2, 3...]" để bắt đầu lời chào của chúng ta. " Taeyong giải thích rằng Resonance là sự tiến triển của Empathy, giải thích, "Âm nhạc của chúng tôi cũng rất khác, bởi vì bây giờ chúng tôi đang ở trong đại dịch, và lời bài hát của chúng tôi có nghĩa là chúng tôi có thể vượt qua điều này ngay bây giờ, và chúng tôi tự tin và mạnh mẽ hơn. Chúng tôi chắc chắn đã trưởng thành hơn. " Anh ấy cũng mô tả các thể loại và phong cách khác nhau mà album nổi bật, nói rằng, "Nếu bạn nghe album của chúng tôi, bạn sẽ nhận thấy rằng rõ ràng chúng tôi có một loại ballad truyền thống hơn, nhưng chúng tôi cũng có những bài hát khác cũ hơn trường học và có sự rung cảm cổ điển đó. "
Rapper kiêm ca sĩ kiêm nhạc sĩ người Hàn Quốc Penomeco đồng sáng tác đĩa đơn chủ đạo của album "Make A Wish (Birthday Song). "
Các thành viên của NCT U thể hiện "Make A Wish (Birthday Song)" bao gồm Taeyong, Doyoung, Jaehyun, Lucas, Xiaojun, Jaemin và Shotaro. "Make A Wish (Birthday Song)" được đồng sáng tác bởi các rapper Penomeco và Damian, với âm nhạc của Sonny J Mason, Karen Poole và Bobii Lewis, và dàn dựng sản xuất từ Mason. Các phiên bản tiếng Hàn và tiếng Anh của bài hát đã được đưa vào album, và Jaehyun giải thích rằng những phiên bản này đã được thu âm dành cho khán giả quốc tế. Doyoung chia sẻ rằng bài hát "nhằm mục đích mang đến cho người nghe sự rung cảm tích cực và truyền năng lượng tích cực ", với tiêu đề và lời bài hát là một sự thay đổi trong việc gửi lời chúc sinh nhật.
Mỗi nhóm nhỏ của NCT đều phát hành một bài hát trong album: "Déjà Vu" bởi NCT Dream, bài hát trở lại của Mark với nhóm nhỏ NCT Dream, "Déjà Vu" nói về sự tái hợp của bảy thành viên Dream ban đầu, với Jaemin chia sẻ, "Chủ đề của bài hát là 'Hãy trở lại sân khấu cùng nhau.' Thật tuyệt khi được đoàn tụ lần nữa với tư cách là bảy người và có thể giới thiệu cuộc hội ngộ đó trên Resonance Pt. 1; "Nectar" cho WayV, Lucas và Xiaojun mô tả bài hát của WayV, "Nectar," là "sexy". Mô tả về quá trình ghi hình, Xiaojun giải thích rằng họ "muốn sử dụng cảm giác đó - giống như những chàng trai hư với loại nước trái cây rất đặc biệt này." và "Music, Dance" cho NCT 127; Doyoung mô tả "Music, Dance" là "tràn đầy năng lượng ", nói rằng, "Tôi chỉ nhớ mình đã có rất nhiều niềm vui khi thu âm nó, nhưng chúng tôi cũng cố gắng truyền tải năng lượng tương tự khi tôi. đã ghi lại nó. Tôi nhớ mình đã đổ mồ hôi thật sự trong phòng thu. "; Nhạc cụ "Interlude: Past to Present" được một số thành viên yêu thích, Taeyong giải thích thêm, "Nó giải thích về NCT và kiểu giới thiệu nhóm trong âm nhạc."
Nhóm đã biểu diễn "From Home" bao gồm Taeil, Kun, Yuta, Doyoung, Renjun, Haechan và Chenle, và được biểu diễn bằng 4 thứ tiếng - tiếng Hàn, tiếng Anh, tiếng Quan Thoại và tiếng Nhật.

## Phát hành và quảng bá
Các video âm nhạc ngắn của "Déjà Vu" và "Misfit" của NCT U đã được công bố trước khi phát hành Resonance Pt. 1; video cho "Déjà Vu" được phát hành vào ngày 8 tháng 10, trong khi video cho "Misfit" được công bố một ngày sau đó. Vào ngày 24 tháng 9, một chương trình thực tế có sự góp mặt của nhóm, NCT World 2.0, đã được công bố đồng thời với album. Chương trình được công chiếu vào ngày 15 tháng 10 trên Mnet. NCT World 2.0 được sản xuất bởi Lee Young Jo và có các thành viên khám phá đa vũ trụ và tham gia vào nhiều hoạt động và trò chơi khác nhau. Một ngày trước khi chương trình được phát sóng, một cuộc họp báo trực tuyến đã được tổ chức với sự tham gia của Lee cùng với các thành viên Taeyong, Doyoung, Kun, Winwin, Jeno, Chenle, Sungchan và Shotaro.
Hai đĩa đơn, "Make A Wish (Birthday Song)" và "From Home," đã được thông báo sẽ phát hành cùng với album, với cả hai bài hát đều do các nhóm nhỏ NCT U thể hiện. Video âm nhạc cho "Make A Wish (Birthday Song)" được phát hành cùng ngày với đĩa đơn và album. NCT U biểu diễn trực tiếp "Make A Wish (Birthday Song)" lần đầu tiên tại M Countdown vào ngày 15 tháng 10; đây cũng là sân khấu đầu tiên của nghệ sĩ SM sau 2 năm và của riêng thành viên mới Shotaro. Nhóm cũng đã có một buổi họp fan nhỏ trong chương trình. Đĩa đơn này đã nhận được các cúp quán quân vào ngày 21 tháng 10 trên Show Champion, cũng như M Countdown và Music Bank trong những ngày tiếp theo.
Video âm nhạc cho "From Home" được phát hành vào ngày 19 tháng 10, với một chương trình phát sóng trực tiếp đặc biệt với các thành viên, "Cozy Night From Home ", phát sóng một giờ trước khi phát hành video. NCT U biểu diễn "From Home" lần đầu tiên tại M Countdown vào ngày 22 tháng 10.

## Doanh số
Vào ngày 12 tháng 10 năm 2020, vài giờ trước khi được phát hành, NCT 2020 Resonance Pt.1 được công bố là đã thu được hơn 1,12 triệu đơn đặt hàng trước, trở thành album đầu tiên của NCT bán được hơn một triệu bản mà không cần được tái phát hành. Resonance Pt. 1 ra mắt ở vị trí số một trên Gaon Album Chart trong tuần đầu tiên phát hành với 644.711 bản được bán ra. Album mở đầu ở vị trí thứ hai trên Japan Oricon Albums Chart, sau Leo Nine của LiSA.

## Danh sách bài hát
Thông tin được lấy từ Naver.
| NCT Resonance Pt. 1 | NCT Resonance Pt. 1 | NCT Resonance Pt. 1                                           | NCT Resonance Pt. 1                                                                                              | NCT Resonance Pt. 1                                               | NCT Resonance Pt. 1 |
| STT                 | Nhan đề | Phổ lời                                                       | Phổ nhạc | Phối khí                                                          | Thời lượng          |
| ------------------- | --- | ------------------------------------------------------------- | --- | ----------------------------------------------------------------- | ------------------- |
| 1.                  | "Make A Wish (Birthday Song)" (NCT U) (thể hiện bởi Taeyong, Doyoung, Jaehyun, Lucas, Xiaojun, Jaemin và Shotaro)                | Penomeco Damian                                               | Bobii Lewis Karen Poole Sonny J. Mason                                                                           | Sonny J. Mason                                                    | 3:49                |
| 2.                  | "Misfit" (NCT U) (thể hiện bởi Johnny, Taeyong, Mark, Hendery, Jeno, Yangyang và Sungchan)                                       | Rick Bridges Hwang Yoo-bin                                    | Emile Ghantous Keith Hetrick Jordan Benjamin Steve Daly Alex Tanas Mark Pellizzer Victor Manzano                 | Emile Ghantous Keith Hetrick Steve Daly Alex Tanas Mark Pellizzer | 3:36                |
| 3.                  | "Volcano" (NCT U) (thể hiện bởi Taeyong, Doyoung, Jaehyun, Winwin, Jungwoo, Lucas và Mark)                                       | Jo Yoon-kyung                                                 | Mike Daley Mitchell Owens Nicole "Kole" Cohen Adrian McKinnon                                                    | Mike Daley Mitchell Owens                                         | 3:49                |
| 4.                  | "백열등 (Light Bulb)" (NCT U) (thể hiện bởi Taeyong, Kun, Doyoung và Sungchan)                                                   | Kenzie Kim Dong-hyun [ ko ]                                   | Kenzie Jonathan Yip Ray Romulus Jeremy Reeves Ray McCullough III Kim Dong-hyun [ ko ]                            | Kenzie The Stereotypes                                            | 3:59                |
| 5.                  | "Dancing In The Rain" (NCT U) (thể hiện bởi Taeil, Johnny, Yuta, Kun, Jaehyun, Jungwoo, Xiaojun và Chenle)                       | Ji Yu-ri Jinli (Full8loom) Jaehyun                            | Simon Petrén Andreas Öberg Ninos Hanna                                                                           | Simon Petrén                                                      | 3:35                |
| 6.                  | "Interlude: Past to Present" |                                                               | Jeon Byung-sun (Royal Dive) Hong Young-in (Royal Dive)                                                           | Royal Dive                                                        | 1:11                |
| 7.                  | "무대로 (Déjà Vu; 舞代路)" (NCT Dream) (thể hiện bởi Mark, Renjun, Jeno, Haechan, Jaemin, Chenle và Jisung)                      | Kim Min-ji                                                    | Jonathan Gusmark (Moonshine) Ludvig Evers (Moonshine) Cazzi Opeia (Sunshine) Bobii Lewis                         | Moonshine                                                         | 3:28                |
| 8.                  | "月之迷 (Nectar)" (WayV) (thể hiện bởi Kun, Ten, Winwin, Lucas, Xiaojun, Hendery và Yangyang)                                    | Lu Yi Qiu                                                     | David Wilson Mike Daley Douglas Paul Martung                                                                     | David Wilson Mike Daley Douglas Paul Martung                      | 3:19                |
| 9.                  | "Music, Dance" (NCT 127) (thể hiện bởi Taeil, Johnny, Taeyong, Yuta, Doyoung, Jaehyun, Jungwoo, Mark và Haechan)                 | Kenzie                                                        | Kenzie Mike Daley Mitchell Owens Adrian McKinnon                                                                 | Mike Daley Mitchell Owens                                         | 3:56                |
| 10.                 | "피아노 (Faded In My Last Song)" (NCT U) (thể hiện bởi Taeil, Johnny, Yuta, Ten, Lucas, Renjun, Haechan và Jisung)               | Choi Ji-ae                                                    | Jack Brady Jordan Roman Britt Burton Patrick "J. Que" Smith Aaron Berton Andrew Hey Sam Ramirez Harvey Mason Jr. | The Wavys Harvey Mason Jr.                                        | 3:36                |
| 11.                 | "From Home" (NCT U) (thể hiện bởi Taeil, Yuta, Kun, Doyoung, Renjun, Haechan và Chenle)                                          | minGtion (ADC Music) JUNNY DeerJenny [ zh ] Natsumi Kobayashi | minGtion (ADC Music) JUNNY                                                                                       | minGtion (ADC Music)                                              | 4:20                |
| 12.                 | "From Home (Korean Ver.)" (NCT U) (thể hiện bởi Taeil, Yuta, Kun, Doyoung, Renjun, Haechan và Chenle)                            | minGtion (ADC Music) JUNNY                                    | minGtion (ADC Music) JUNNY                                                                                       | minGtion (ADC Music)                                              | 4:20                |
| 13.                 | "Make A Wish (Birthday Song) (English Ver.)" (NCT U) (thể hiện bởi Taeyong, Doyoung, Jaehyun, Lucas, Xiaojun, Jaemin và Shotaro) | Bobii Lewis Karen Poole Sonny J. Mason                        | Bobii Lewis Karen Poole Sonny J. Mason                                                                           | Sonny J. Mason                                                    | 3:49                |
| Tổng thời lượng:    | Tổng thời lượng: | Tổng thời lượng:                                              | Tổng thời lượng:                                                                                                 | Tổng thời lượng:                                                  | 46:47               |

## Các giải thưởng
| Bài hát                        | Chương trình          | Ngày                      |
| ------------------------------ | --------------------- | ------------------------- |
| "Make A Wish (Birthday Song) " | Show Champion (MBC M) | Ngày 21 tháng 10 năm 2020 |
| "Make A Wish (Birthday Song) " | M Countdown (Mnet)    | 22 tháng 10 năm 2020      |
| "Make A Wish (Birthday Song) " | Music Bank (KBS)      | 23 tháng 10 năm 2020      |

## Bảng xếp hạng
| Bảng xếp hạng (2020)            | Thứ hạng cao nhất |
| ------------------------------- | ----------------- |
| Album Nhật Bản (Oricon)         | 2                 |
| Japanese Hot Albums (Billboard) | 11                |
| South Korean Albums (Gaon)      | 1                 |
| Album Anh Quốc Digital (OCC)    | 36                |
| Album Hoa Kỳ Billboard 200      | 6                 |
| US Top Heatseekers (Billboard)  | 5                 |
| US World Albums (Billboard)     | 6                 |

## Lịch sử phát hành
| Quốc gia       | Ngày                 | Định dạng                                | Hãng đĩa                            |
| -------------- | -------------------- | ---------------------------------------- | ----------------------------------- |
| Hàn Quốc       | 12 tháng 10 năm 2020 | Tải xuống kỹ thuật số phát trực tuyến    | SM Dreamus                          |
| Nhiều quốc gia | 12 tháng 10 năm 2020 | Tải xuống kỹ thuật số phát trực tuyến    | Universal Music Caroline Virgin EMI |
| Hoa Kỳ         | 16 tháng 10 năm 2020 | CD Tải xuống kỹ thuật số phát trực tuyến | Capitol Caroline                    |